# Eurosta floridensis
Eurosta floridensis är en tvåvingeart som beskrevs av Foote 1977. Eurosta floridensis ingår i släktet Eurosta och familjen borrflugor. Inga underarter finns listade i Catalogue of Life.